# 天津宗教

目前天津市和中国内地其他地方一样，有5种宗教得到政府承认：佛教、道教、伊斯兰教、天主教和基督新教。历史上天津还曾经存在过许多其他宗教，例如犹太教、东正教等，现在仅存遗址。天津全市教徒共26.7万人，宗教职业人员近200人，宗教职业人员近200人。1979年以来，共恢复开放宗教活动场所79处。

## 佛教
自古以来，天津一直是北方佛教较为兴盛的地区。在历史上，天津城内曾经有近百座寺庙，但大多毁于战火如白庙、海光寺等。现在天津市有寺庙十余处，其中大悲院被列为汉族地区佛教全国重点寺院。

## 道教

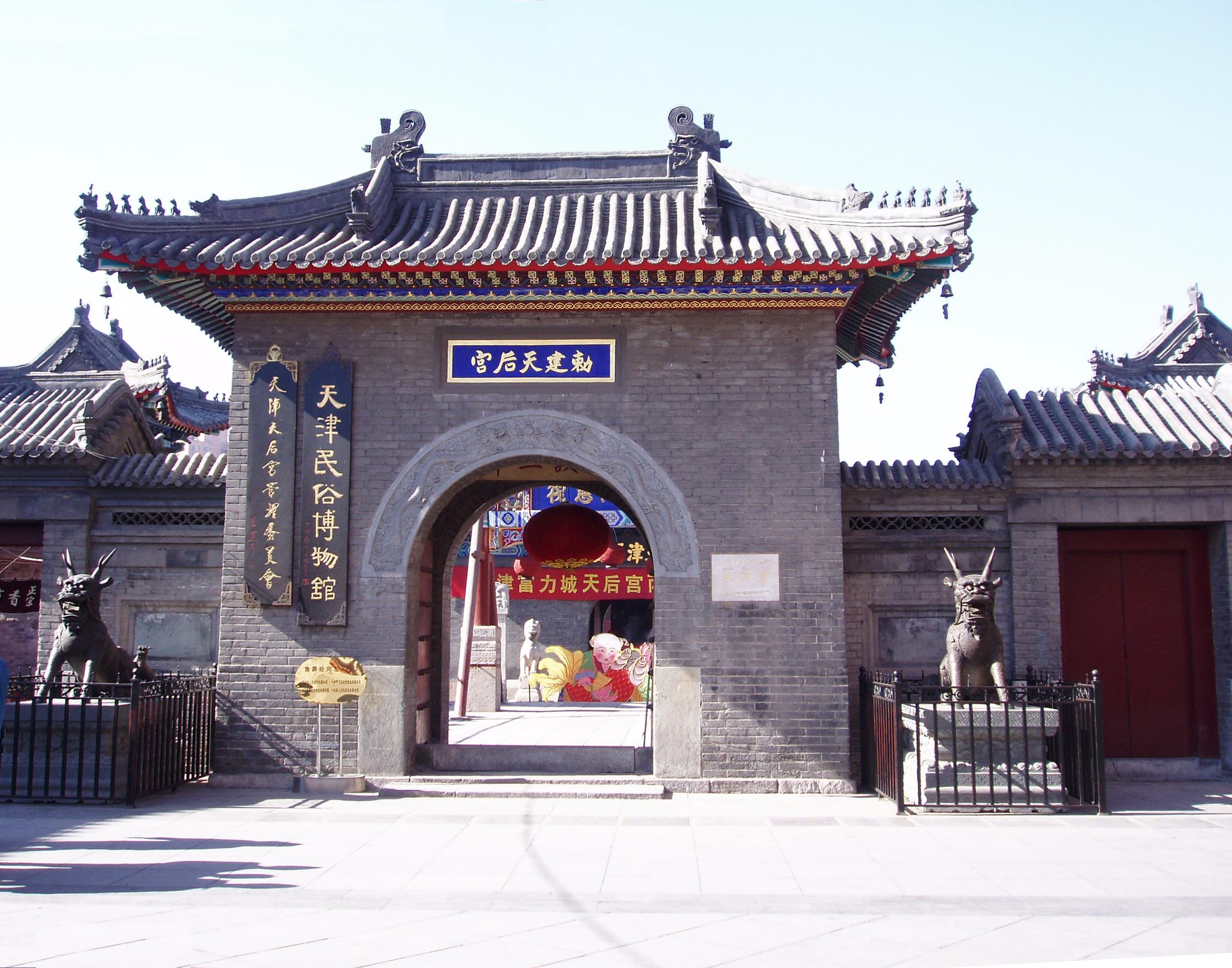
天津天后宫

道教很早就进入天津，因为漕运的历史，天津的道教建筑多集中在海河两岸，天津最著名的2座道教宫观——天津天后宫和玉皇阁，现在都已失去其宗教功能。

## 神道教

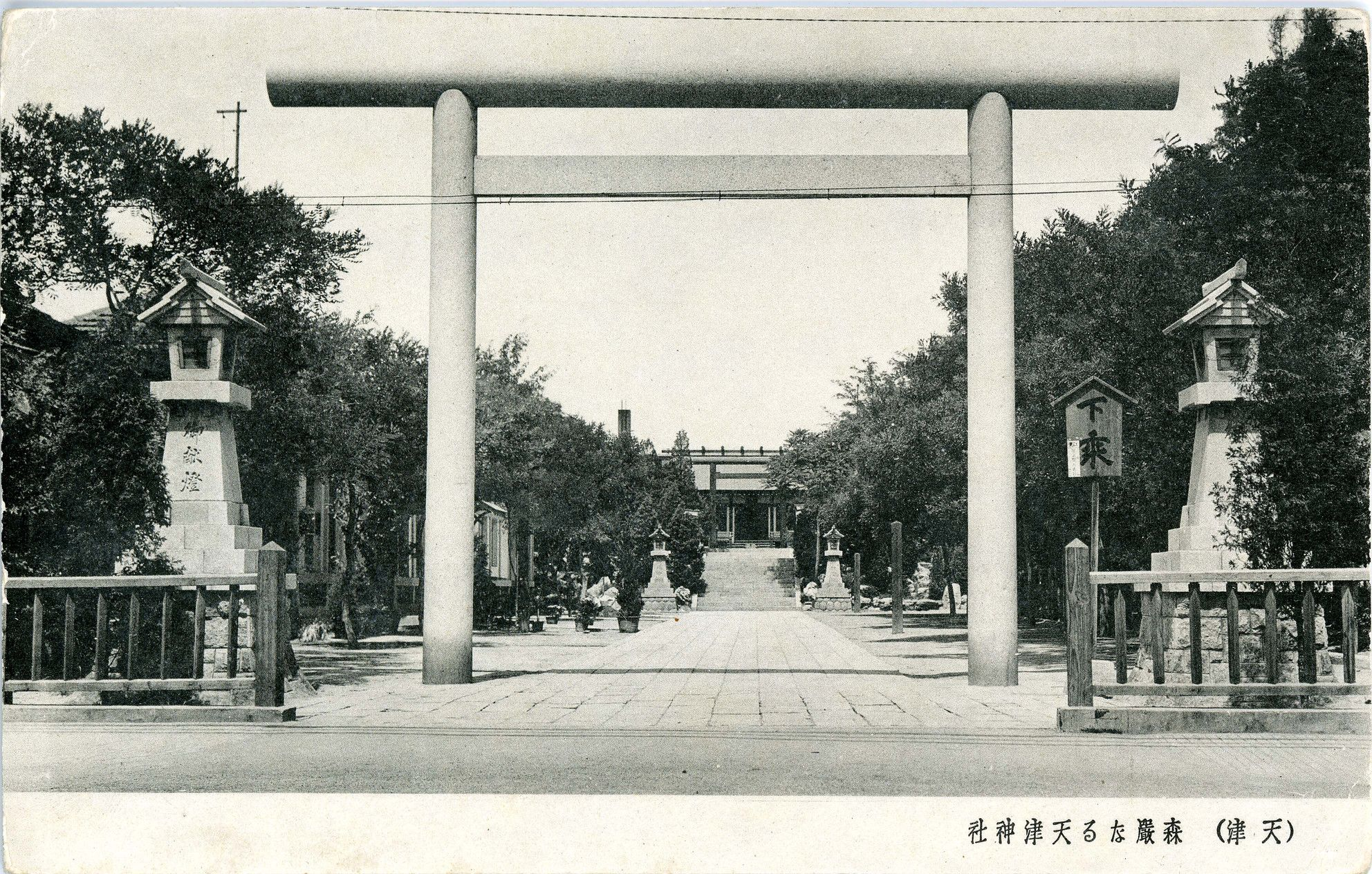
神道教天津神社

日本神道教随着日本侨民进入天津日租界。1915年，天津日本居留民团为庆祝大正天皇“即位礼”，决议在天津日租界大和公园设立天津神社。后因洪灾导致神社建设延期，直到1920年天津神社才正式建成。天津稲荷神社创立于1926年（大正15年）4月27日，位于伏见街，如今已不复存在。神奈川大學的研究者稲宮康人推测，该神社可能是来自京都伏见地区的日本侨民因迁居至此而在当地供奉的稻荷神社。

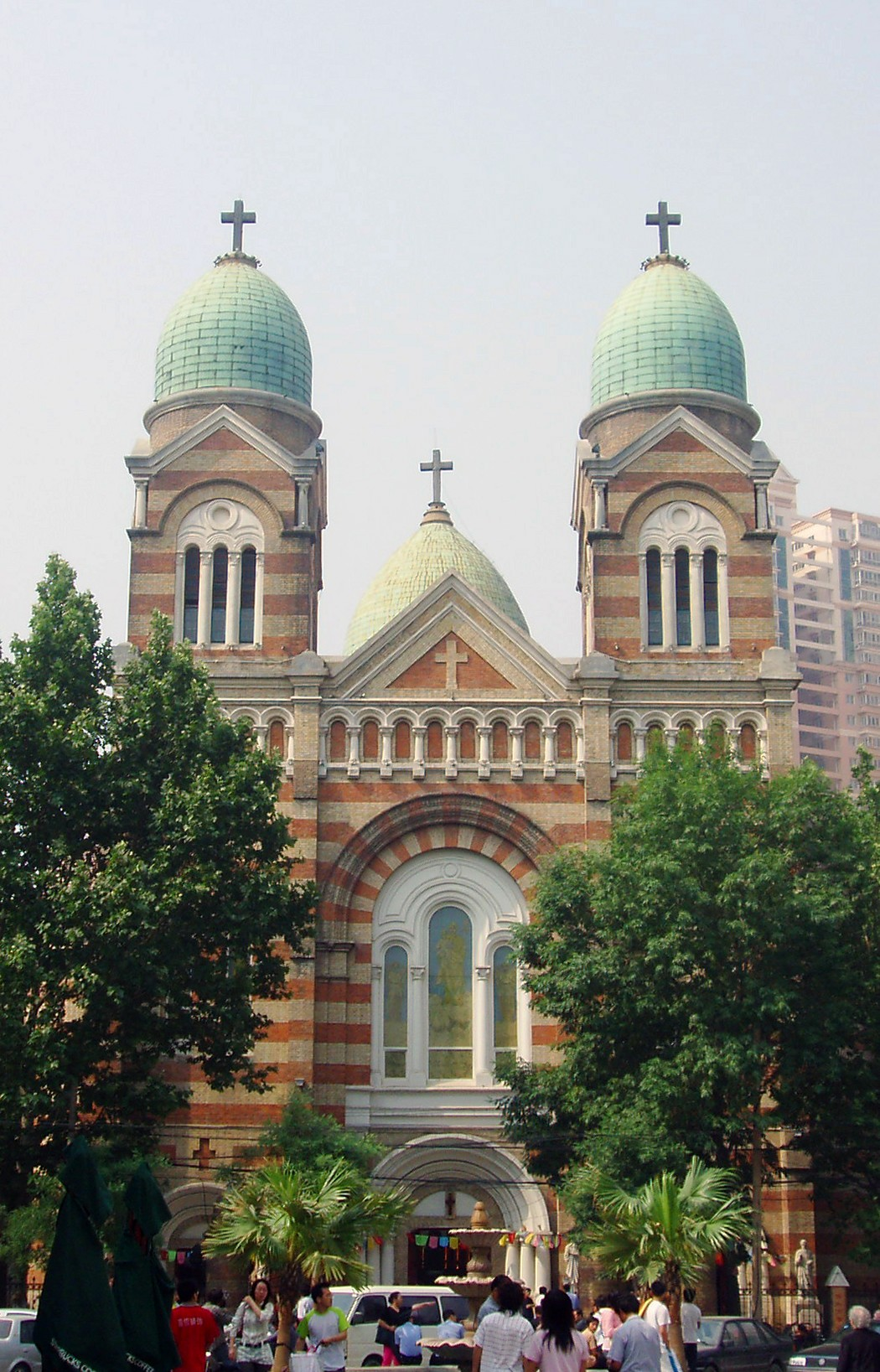
西开教堂

## 天主教
1847年，天主教开始传入天津，1861年，直隶北境代牧孟振生派遣法国籍遣使会神父卫儒梅到天津传教。
1869年，谢福音神父建成天津第一座天主教堂望海楼天主堂。建成后次年的1870年6月21日，即在天津教案中被焚毁。1897年该教堂重建，1900年义和团运动中又被焚毁，1904年再次重建。
1946年4月11日，罗马教廷宣布在中国正式建立圣统制，天津代牧区也升格为天津教区。

## 基督教新教
基督新教在天津开埠之初就已经传入。此后，1864年由来津的外国侨民创建的合众会堂成为基督教各派在天津联合进行宗教活动的场所。1872年，美以美会牧师达吉瑞来到天津，创立维斯理堂。1895年12月，中国第一个城市青年会天津中华基督教青年会创立，现今天津有基督教教徒8000多人。

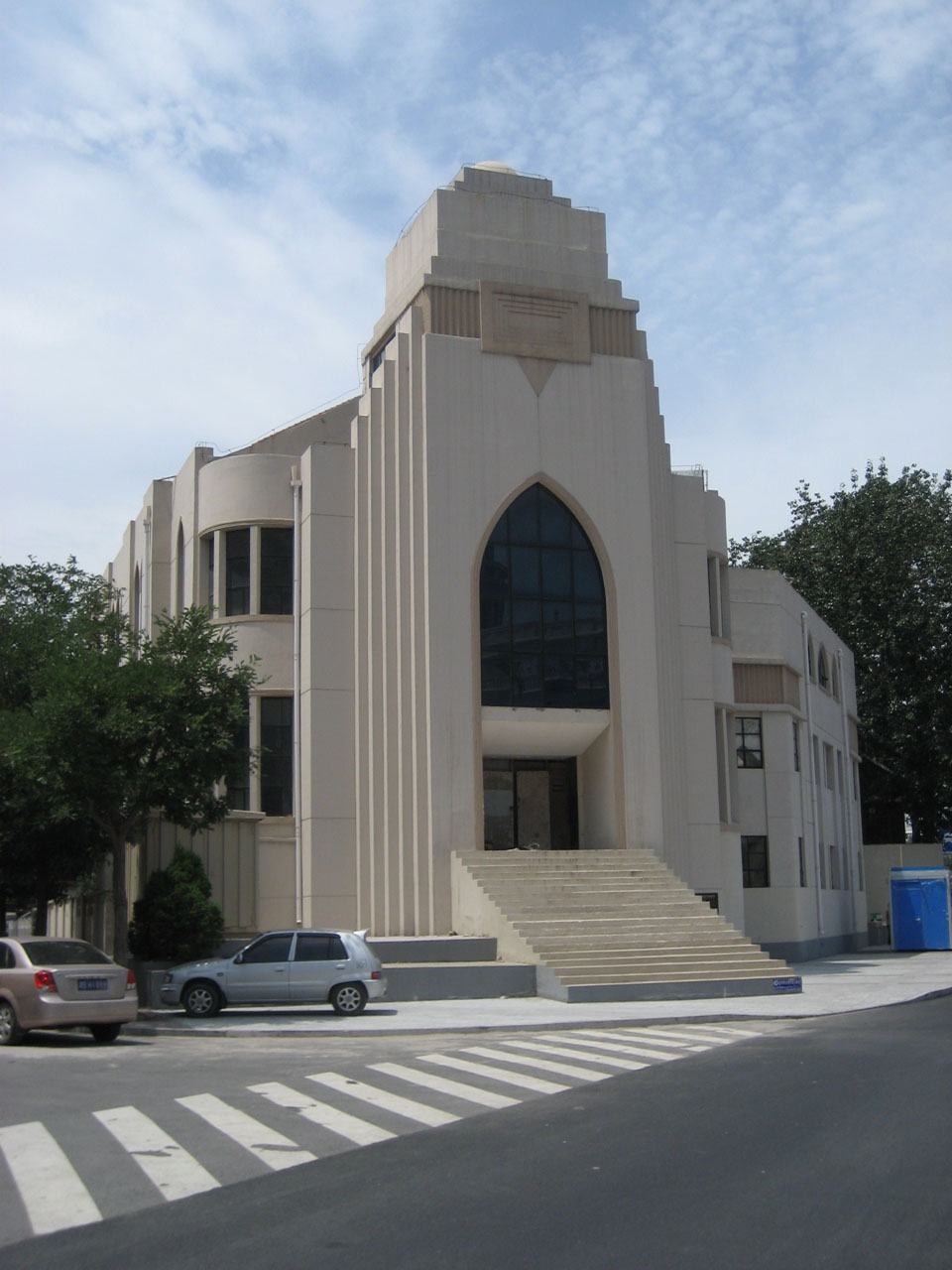
天津猶太教堂

## 伊斯兰教
回族聚落天津，始自元代，盛于明清，历史上，在天津刚形成聚落点时，就有“回回人”在此定居。
明代是回族形成、发展和壮大的时期，也是大量回族聚落天津的繁盛时期。据《天津志略》（1931年印行）和《天津市概要》（1934年印行）记载：“津邑清真寺有十五座，以穆家庄清真寺为最古，建于明永乐年间”。
西北角原有清真寺6座，分别是清真大寺、清真北寺、小杨庄清真寺、大伙巷清真女寺、洋楼清真寺、梁家嘴清真寺。其中清真大寺是天津市文物保护单位，始建于康熙四十二年（1703年），是天津现存规模最大的清真寺，也是天津市伊斯兰教活动的中心。

## 犹太教
在中国，天津曾是仅次于哈尔滨与上海、犹太人人口较密集的地区。1905年，天津犹太宗教公会成立。公会下辖有犹太医院、犹太养老院、犹太饭堂和犹太公墓等福利救济机构。1940年，天津犹太教堂建成。解放后，该教堂失去宗教功能。

## 东正教
东正教于20世纪初传入天津，1909年在天津俄租界俄国花园（今河东区南站）内建东正教堂，名为“救世主堂”。1922年扩建后更名为“圣母帡幪堂”。1917年十月革命后，东正教随着大批流亡俄侨发展起来。他们离华后，宗教活动停止，教职人员转业。